# Tynningö

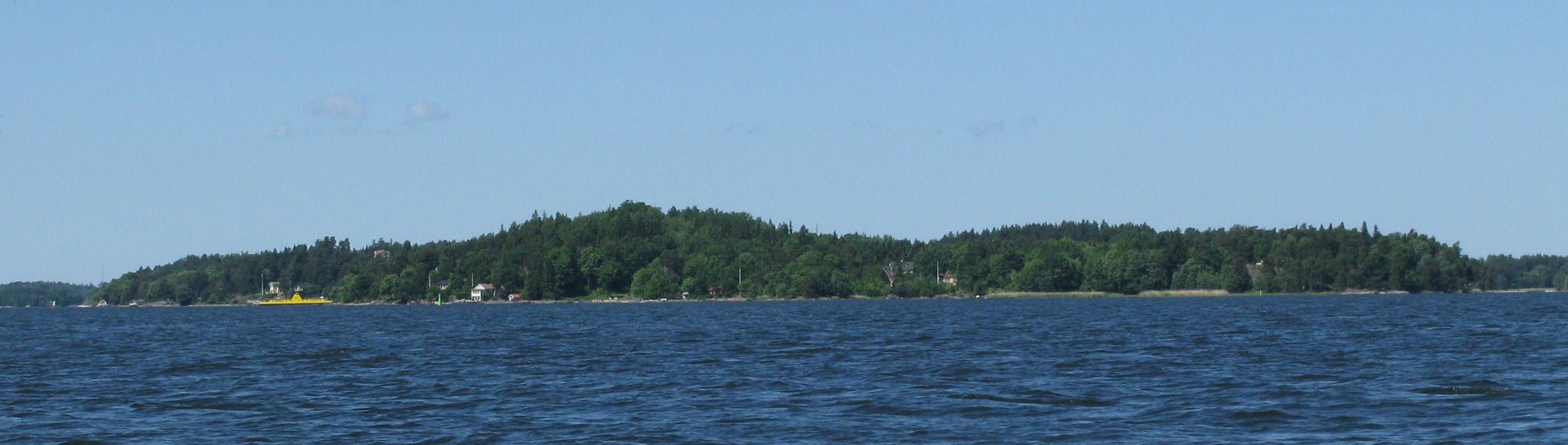
Tynningö, Blick von Südosten

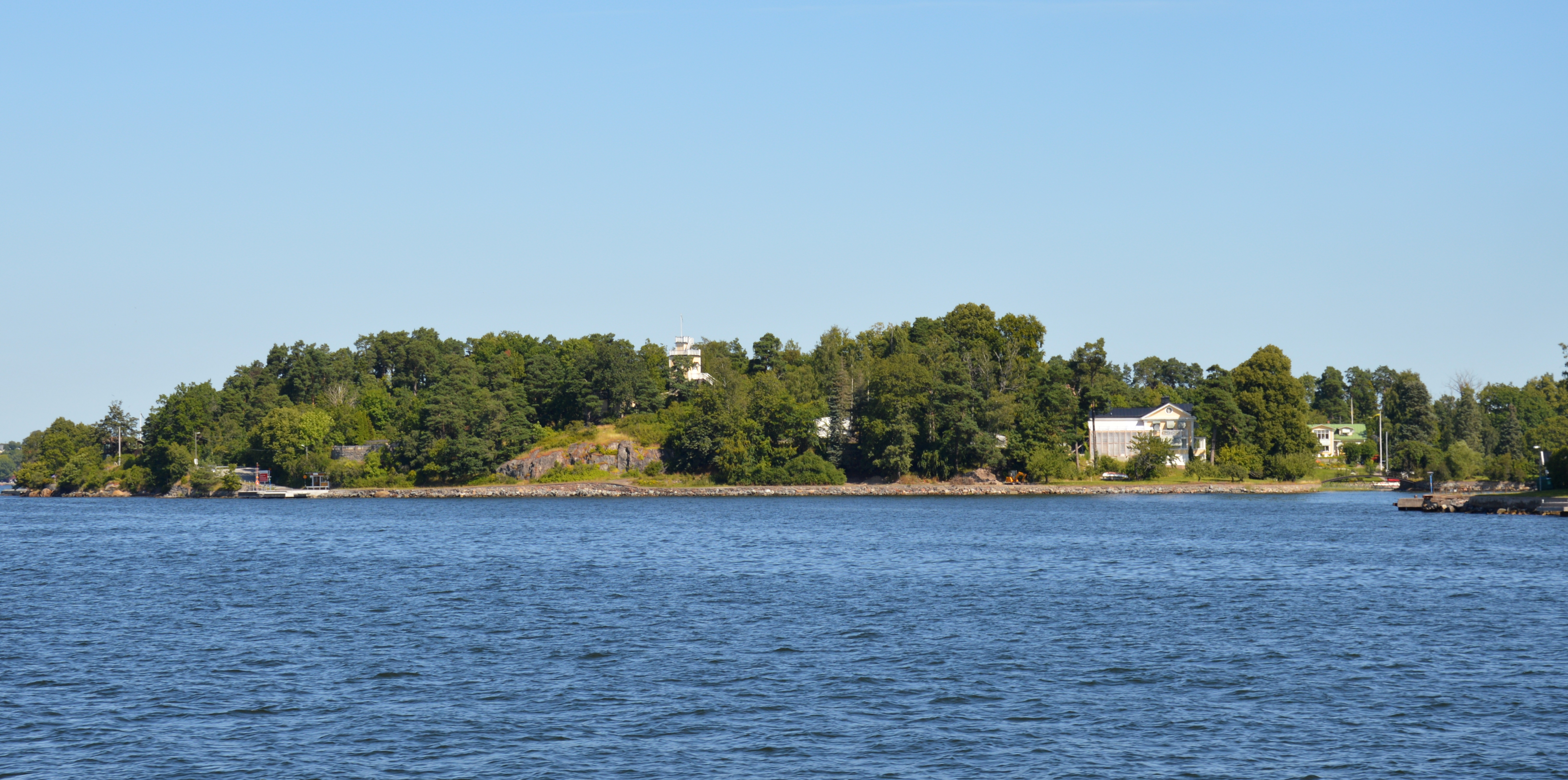
Westspitze Tynningös

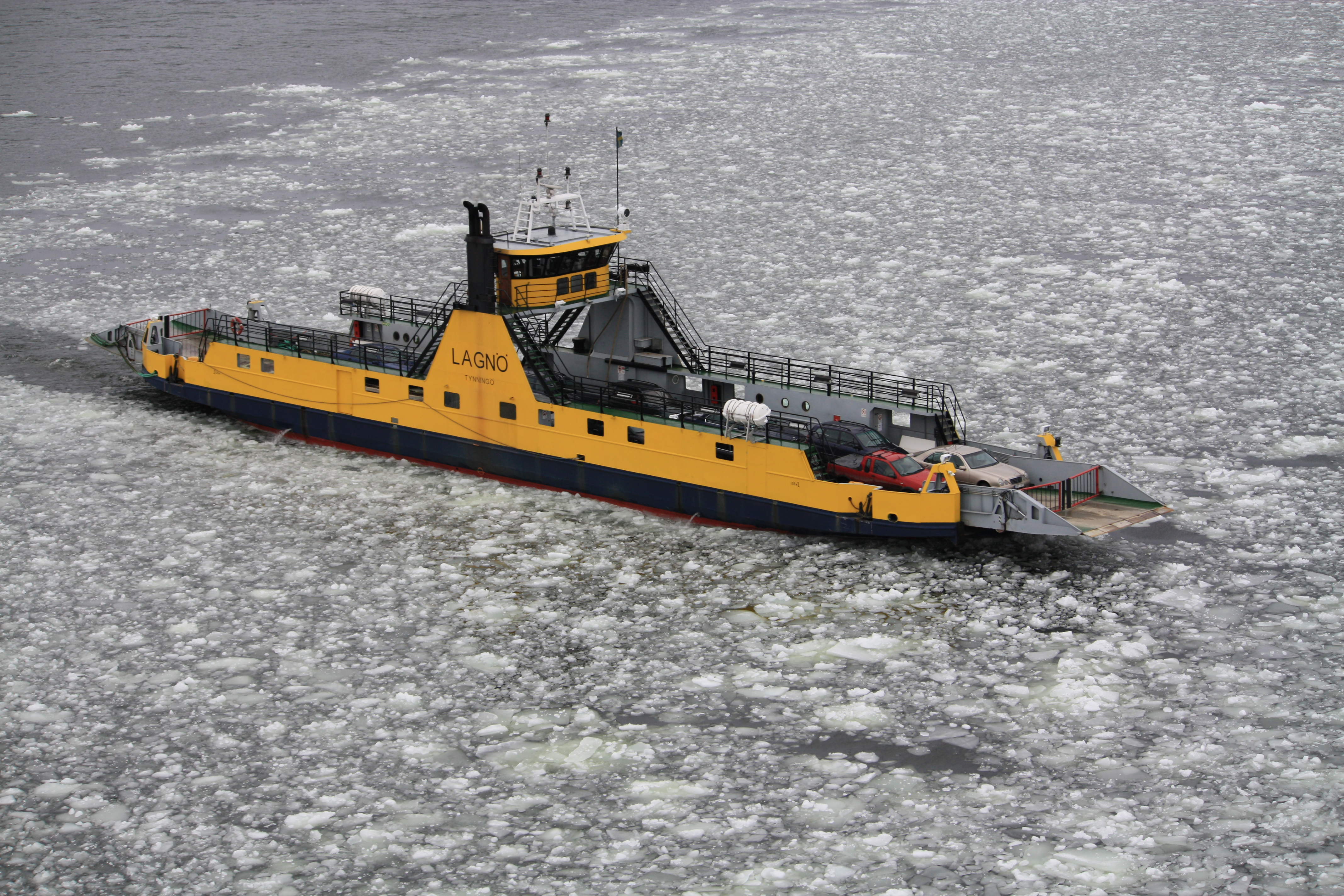
Fähre Lagnö-Tynningö

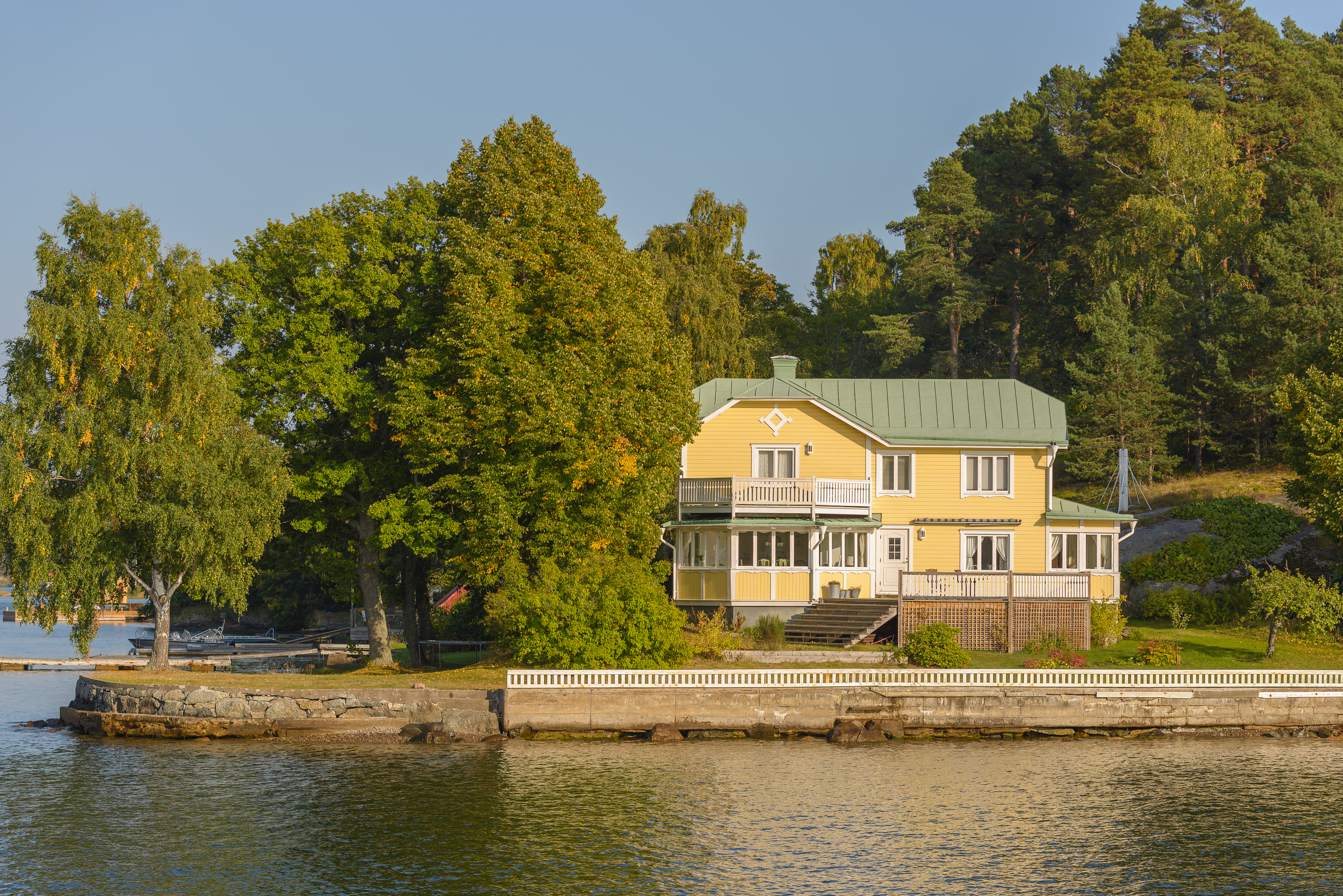
Gebäude auf Tynningö

Tynningö ist eine zu Schweden gehörende Insel im Stockholmer Schärengarten.
Auf der Insel leben etwa 400 Einwohner. In den Sommermonaten steigt die Zahl durch Sommergäste jedoch erheblich an.

## Geographie
Die zur Gemeinde Vaxholm gehörende Insel ist mit etwa 500 Hektar Fläche eine der größeren Inseln im Schärengarten und liegt südlich der Insel Rindö. Sie erstreckt sich von Nordosten nach Südwesten über etwa sechs Kilometer, bei einer Breite von bis zu 1,5 Kilometern. Tynningö ist von diversen anderen Inseln umgeben. Sandgrundet, Bastugrundet, Ramsö, Getholmen und Skogsön im Norden, Hästholmen im Westen, Bergholmen, Stora Båtsholmen, Lilla Båtsholmen, Stinasgrundet, Kalvholmen, Stora Getfoten, Lilla Getfoten, Notholmen, Vasholmen im Süden und Lilla Ekholmen, Fårholmen und Stora Ekholmen im Osten. Südlich der in Teilen bewaldeten Insel führen die Schiffsrouten von der Ostsee nach Stockholm entlang. Westlich der Insel verlaufen die Schiffsrouten Vaxholm-Mariefred und Vaxholm-Strömkajen. Nach Norra Lagnö im Süden besteht eine Autofähre. Weitere Schiffsverbindungen bestehen nach Stockholm und Vaxholm.
Die höchste Erhebung der Insel ist mit etwa 30 Metern der im Süden der Insel gelegene Tynningö klack. Mit dem Myrholmsmaren besteht auf Tynningö auch ein größerer See.

## Geschichte
Der Name Tynningö ist schon aus der Zeit der Wikinger überliefert, wobei die Insel zu diesem Zeitpunkt noch deutlich kleiner war und ihre heutige Größe und Gestalt erst im Rahmen der fortschreitenden Landhebung erreichte. Die Insel gehörte zeitweise der Stadt Stockholm. Sie war als Dank dafür, dass die Bürger Stockholms im Jahr 1436 die Stadttore geöffnet hatten, damit Engelbrecht die Dänen vertreiben konnte, den Bürgern Stockholms übertragen. Im 16. Jahrhundert, in der Herrschaftszeit Erik XIV., gab es auf der Insel ein königliches Gut. Im 17. Jahrhundert ließ Königin Kristina auf Tynningö ein Jagdschloss errichten. Der Besitz der Insel wechselte Ende des 17. Anfang des 18. Jahrhunderts häufig. Im 19. Jahrhundert erfolgte eine Unterteilung und Bewirtschaftung durch mehrere Bauernhöfe. In den 1870er Jahren begann man mit dem Bau von Sommerhäusern. Viele weitere Ferienhäuser entstanden vor allem ab den 1940er Jahren.
Am 17. Oktober 1972 sank unweit der Südspitze Tynningös ein von Risholmen nach Skogsön fahrendes Schiff. Das Wrack wurde nicht gehoben.

## Wirtschaft
Auf Tynningö gibt es einen Dorfladen Tynningö Lanthandel sowie eine Gaststätte. Mit dem Hotel Ljungbergsgården besteht auch eine Möglichkeit für Tagungen und Seminare. Die Insel hat darüber hinaus einen Kindergarten. Erwähnenswert ist außerdem das Bestehen einer Werft. Mit dem Weingut Rudhesheim ist auf Tynningö einer der am nördlichsten gelegenen Winzereien auf der Insel ansässig. Eine bekanntere Veranstaltung auf Tynningö ist der jeweils Ende November/Anfang Dezember durchgeführte Weihnachtsmarkt.

## Sehenswürdigkeiten und Kulturdenkmale
Unweit des Südufers der Insel bei Ekensberg befindet sich ein Gletschertopf mit einer Tiefe von 50 Zentimetern bei einem Durchmesser von 35 Zentimetern. In der Inselmitte befinden sich Überreste historischer Straßen, so ein 200 Meter langes Stück mit einer Ausbaubreite von 1,5 Metern und etwas östlich hiervon ein 380 Meter langes zwei Meter breites Stück. In der Nähe des Nordufers, gegenüber der Insel Getholmen, befindet sich ein historischer vier Meter breiter und 0,4 bis 1,4 Meter hoher Deich. Mehrere hundert Meter südöstlich hiervon befand sich eine Kapelle von der bei ausgrabungen noch die Grundmauern aufgefunden werden konnten. Am südöstlichen Ende der Insel, westlich des Tynningö klack befinden sich die Reste des königlichen Guts Tunninge kungsgård.